# Landerd
Landerd – gmina w prowincji Brabancja Północna w Holandii. W 2014 roku liczyła sobie 15 262 mieszkańców. Została utworzona 1 stycznia 1994 z połączenia Zeeland i Schaijk. Wcześniej, w 1942 roku Schaijk zostało złączone z Reek. 
Składa się z trzech miejscowości: Schaijk (7000 mieszk.), Zeeland (6000 mieszk.) oraz Reek (1600 mieszk.). Rada gminy znajduje się w Schaijik, a biuro w Zeeland.